# Mason Mount
Mason Tony Mount (Portsmouth, Inglaterra, 10 de enero de 1999) es un futbolista británico que juega de centrocampista en el Manchester United F. C. de la Premier League.

## Trayectoria

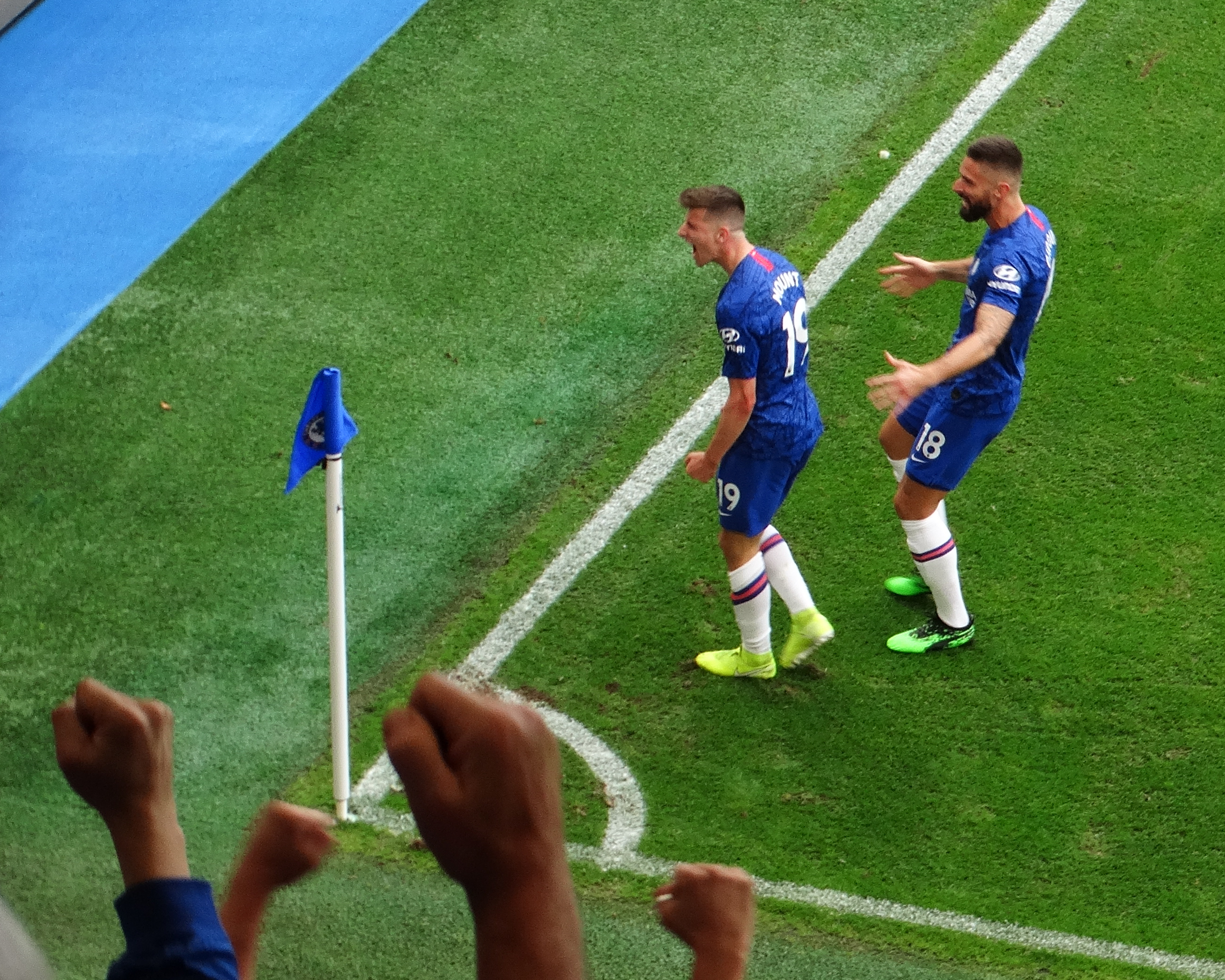
Mount celebrando su primer gol con el Chelsea F. C. el 18 de agosto de 2019.

Nacido en Portsmouth, Inglaterra, En 2005 se unió al Chelsea F. C. a la edad de seis años para su cantera. Destacó durante la temporada 2016-17 en la que jugó con el equipo sub-18 y sub-21 del club inglés.
Además, disputó el Campeonato de Europa Sub-19 de la UEFA 2017, logrando salir campeón con su selección y siendo nombrado MVP del campeonato, ganándose así la etiqueta de futura estrella. Su jugador preferido de la infancia es Andrés D'Alessandro, quien jugó en Portsmouth FC, equipo al que apoyaba.

### Cesiones
En el verano de 2017 fue cedido al S. B. V. Vitesse, con el que debutó el 26 de agosto de 2017, sustituyendo a Milot Rashica. Marcó su primer gol con el club neerlandés el 1 de octubre de 2017 contra el F. C. Utrecht. El 29 de octubre de 2017 marcó su segundo gol, en la derrota de su equipo por 2-4 frente al PSV Eindhoven. Fue seleccionado como el mejor jugador del Vitesse durante la temporada 2017–18 por lo que se convirtió en el tercer prestatario del Chelsea FC en recibir este premio después de Christian Atsu y Slobodan Rajković. Fue seleccionado además en el Equipo del Año de la Eredivisie, durante ese mismo periodo, junto a figuras como Matthijs de Ligt, Luuk de Jong y Hakim Ziyech. Consiguió la clasificación para la Europa League, tras eliminar en la final de los play off al ADO Den Haag que contaba en sus filas con el internacional noruego Bjørn Johnsen. 
En el verano de 2018 fue cedido al Derby County F. C. por una temporada.

### Retorno al Chelsea
Debido a la sanción que impedía fichar al Chelsea F. C. durante el verano de 2019, el club decidió tirar de los canteranos del equipo, entre los que se encontraba Mount, para la temporada 2019-20. En julio de 2019 firmó un contrato por cinco años de duración. Debutó con el primer equipo en partido oficial ante el Manchester United F. C. en Old Trafford y una semana después debutó en Stamford Bridge anotando su primer gol, ante el Leicester City F. C. En el último partido de la temporada 2019-20 anotó un gol de falta directa, lo cual permitió al Chelsea clasificarse para la Liga de Campeones de la UEFA de la temporada siguiente.
Mount inició bien la temporada 2020-21, ya que participó en todos los partidos del Chelsea, pero llegaría a marcar su primer gol de la temporada el 26 de septiembre de 2020 contra West Bromwich Albion en un empate 3-3 como visitante. Luego anotaría en partidos consecutivos en enero, primero en una victoria por 4-0 contra Morecambe F. C. en la tercera ronda de la FA Cup y luego fuera al Fulham en una victoria por 1-0 en la Premier League. El 24 de enero de 2021, Mount capitaneó al Chelsea por primera vez en una victoria por 3-1 en casa sobre Luton Town en la FA Cup.
El 4 de marzo de 2021, Mason Mount anotó el único gol en una victoria de liga como visitante por 1-0 sobre el Liverpool F. C., lo que se convertiría para el Liverpool F. C. su quinta derrota consecutiva en Premier League en Anfield por primera vez en su historia. Mount anotó su primer gol en el fútbol europeo en la victoria del Chelsea por 2-0 sobre el F. C. Porto en el partido de ida de los cuartos de final de la Liga de Campeones de la UEFA el 7 de abril de 2021, convirtiéndose en el jugador del Chelsea más joven en marcar en la fase eliminatoria de dicha competición. El 27 de abril jugó su encuentro número 100 con el Chelsea en un empate 1-1 ante el Real Madrid en el partido de ida de semifinales de la Liga de Campeones de la UEFA. En el partido de vuelta en Londres el 5 de mayo, marcó el segundo gol en la victoria por 2-0 sobre el Real Madrid, que ayudó al Chelsea a avanzar a la final de Liga de Campeones de la UEFA por 3-1 en el global. El 18 de mayo de 2021, Mount fue votado como el Jugador del Año 2021 del Chelsea F. C. Mount fue quien dio la asistencia para el gol de Kai Havertz, cuando el Chelsea ganó 1-0 al Manchester City en la final de Oporto para ganar la edición 2020-21 de la Liga de Campeones de la UEFA por segunda vez en su historia.
Sobre Mount, Frank Lampard expresó en una entrevista al The Telegraph las siguientes declaraciones: 

«Mount es un futuro capitán del Chelsea, me recuerda a mí mismo. Es el sueño de cualquier entrenador»

### Manchester United
El 5 de julio de 2023 se hizo oficial su fichaje por el Manchester United F. C. hasta junio de 2028 por una cantidad de 65.000.000€.Luego de meses después de su fichaje, logró anotar su primer tanto con el equipo, el 30 de marzo de 2024, al minuto 90+6', contra el Brentford Football Club.

## Selección nacional
Tras formar parte de las categorías inferiores de Inglaterra, el 7 de septiembre de 2019 debutó con la absoluta tras sustituir a Jordan Henderson en el minuto 67 de la victoria del conjunto inglés por 4 a 0 ante Bulgaria en un partido de clasificación para la Eurocopa 2020. Marcó su primer gol con Inglaterra el 17 de noviembre de 2019 en la victoria a domicilio por 4-0 ante Kosovo en la fase de clasificación para la Eurocopa 2020.

### Participaciones en Copas del Mundo
| Copa              | Sede  | Resultado        | Partidos | Goles |
| ----------------- | ----- | ---------------- | -------- | ----- |
| Copa Mundial 2022 | Catar | Cuartos de final | 4        | 0     |

### Participaciones en Eurocopas
| Copa          | Sede   | Resultado  | Partidos | Goles |
| ------------- | ------ | ---------- | -------- | ----- |
| Eurocopa 2020 | Europa | Subcampeón | 5        | 0     |

## Estadísticas

### Clubes
Actualizado al último partido disputado el 8 de mayo de 2025.
| Club                               | Div.          | Temporada     | Liga  | Liga  | Liga   | Copas nacionales | Copas nacionales | Copas nacionales | Copas internacionales | Copas internacionales | Copas internacionales | Total | Total | Total  |
| Club                               | Div.          | Temporada     | Part. | Goles | Asist. | Part.            | Goles            | Asist.           | Part.                 | Goles                 | Asist.                | Part. | Goles | Asist. |
| ---------------------------------- | ------------- | ------------- | ----- | ----- | ------ | ---------------- | ---------------- | ---------------- | --------------------- | --------------------- | --------------------- | ----- | ----- | ------ |
| S. B. V. Vitesse · Países Bajos    | 1.ª           | 2017-18       | 32    | 14    | 9      | 1                | 0                | 0                | 6                     | 0                     | 1                     | 39    | 14    | 10     |
| S. B. V. Vitesse · Países Bajos    | Total club    | Total club    | 32    | 14    | 9      | 1                | 0                | 0                | 6                     | 0                     | 1                     | 39    | 14    | 10     |
| Derby County F. C. Inglaterra      | 2.ª           | 2018-19       | 38    | 9     | 4      | 6                | 2                | 1                | ―                     | ―                     | ―                     | 44    | 11    | 5      |
| Derby County F. C. Inglaterra      | Total club    | Total club    | 38    | 9     | 4      | 6                | 2                | 1                | 0                     | 0                     | 0                     | 44    | 11    | 5      |
| Chelsea F. C. Inglaterra           | 1.ª           | 2019-20       | 37    | 7     | 5      | 7                | 1                | 0                | 9                     | 0                     | 0                     | 53    | 8     | 5      |
| Chelsea F. C. Inglaterra           | 1.ª           | 2020-21       | 36    | 6     | 6      | 7                | 1                | 1                | 11                    | 2                     | 2                     | 54    | 9     | 9      |
| Chelsea F. C. Inglaterra           | 1.ª           | 2021-22       | 32    | 11    | 10     | 11               | 1                | 4                | 10                    | 1                     | 2                     | 53    | 13    | 16     |
| Chelsea F. C. Inglaterra           | 1.ª           | 2022-23       | 24    | 3     | 2      | 2                | 0                | 0                | 9                     | 0                     | 3                     | 35    | 3     | 5      |
| Chelsea F. C. Inglaterra           | Total club    | Total club    | 129   | 27    | 23     | 27               | 3                | 5                | 39                    | 3                     | 7                     | 195   | 33    | 35     |
| Manchester United F. C. Inglaterra | 1.ª           | 2023-24       | 14    | 1     | 0      | 4                | 0                | 1                | 2                     | 0                     | 0                     | 20    | 1     | 1      |
| Manchester United F. C. Inglaterra | 1.ª           | 2024-25       | 14    | 1     | 0      | 1                | 0                | 0                | 8                     | 2                     | 0                     | 23    | 3     | 0      |
| Manchester United F. C. Inglaterra | Total club    | Total club    | 28    | 2     | 0      | 5                | 0                | 1                | 10                    | 2                     | 0                     | 43    | 4     | 1      |
| Total carrera                      | Total carrera | Total carrera | 227   | 52    | 36     | 39               | 5                | 7                | 55                    | 5                     | 8                     | 321   | 62    | 51     |

## Palmarés

### Títulos nacionales
| Título | Club                    | País       | Año  |
| ------ | ----------------------- | ---------- | ---- |
| FA Cup | Manchester United F. C. | Inglaterra | 2024 |

### Títulos internacionales
| Título                               | Club (*)      | Sede                   | Año  |
| ------------------------------------ | ------------- | ---------------------- | ---- |
| Campeonato Europeo de la UEFA Sub-19 | Inglaterra    | Georgia                | 2017 |
| Liga de Campeones de la UEFA         | Chelsea F. C. | Oporto                 | 2021 |
| Supercopa de la UEFA                 | Chelsea F. C. | Belfast                | 2021 |
| Copa Mundial de Clubes de la FIFA    | Chelsea F. C. | Emiratos Árabes Unidos | 2021 |

(*) Incluyendo la selección.